# Белоусовка (Сумский район)
Белоусовка (укр. Білоусівка) — село,
Подлесновский сельский совет,
Сумский район,
Сумская область,
Украина.
Код КОАТУУ — 5924786302. Население по переписи 2001 года составляло 22 человека.

## Географическое положение
Село Белоусовка находится на левом берегу реки Гуска, которая через 1 км впадает в реку Сумка, 
выше по течению на расстоянии в 1 км расположено село Подлесновка,
на противоположном берегу реки Сумка — пгт Степановка.
Рядом проходит автомобильная дорога Р-61.